# 淮陽郡
淮陽郡（フェヤンぐん）は、朝鮮民主主義人民共和国江原道に属する郡。

## 地理
北朝鮮統治下の江原道中央部、太白山脈・広州山脈などに囲まれた淮陽盆地に位置する。北に安辺郡・高山郡、西に洗浦郡、南に昌道郡、東に金剛郡・通川郡と境を接する。
北の高山郡・安辺郡方面に越える鉄嶺（673m）の峠は、かつての江原道と咸鏡道の境界であり、古来交通の要衝として知られた。

## 行政区画
1邑・23里を管轄する。
| - 淮陽邑 - 江敦里 - 広田里 - 貴洛里 - 金谷里 - 金鉄里 - 機正里 - 道納里 - 龍浦里 - 麻田里 - 蜂浦里 - 仙台里 | - 素豊里 - 新渓里 - 新明里 - 新坪里 - 五郎里 - 梧鳳里 - 楡邑里 - 田谷里 - 箭項里 - 浦泉里 - 下橋里 - 県里 |

## 歴史
高句麗時代には各連城郡と称し、新羅時代には連城郡、高麗時代には伊勿城と呼ばれた。995年には交州と改称され、1018年には防禦使が置かれた。1308年には北方の要衝である鉄嶺を防衛するために淮州牧に昇格され、1310年に淮陽府に改められた。朝鮮王朝時代の1413年には都護府が置かれる。
1895年の地方制度改革により淮陽郡となった。1945年8月時点で江原道に属し、大阪府の面積に匹敵する大きさの郡で現在の金剛郡を含めた地域を管轄した。
1952年の北朝鮮の行政区画再編により、淮陽面・上北面・下北面の全域、新安面・蘭谷面の主要部、安豊面の一部からなる淮陽郡（1邑28里）が再編された。

### 年表
この節の出典
- 1895年 - 春川府淮陽郡が発足。
- 1896年 - 江原道淮陽郡となった。
- 1906年 - 水入面を楊口郡に移管。
- 1914年4月1日 - 郡面併合により、淮陽郡に以下の面が成立。(7面)
  - 府内面・上初北面・下初北面・蘭谷面・安豊面・泗東面・長陽面
- 1917年 (7面)
  - 上初北面が上北面に改称。
  - 下初北面が下北面に改称。
  - 府内面が淮陽面に改称。
- 1939年 - 長陽面が内金剛面に改称。(7面)
- 1945年(光復後) - 淮陽面の一部が分立し、新安面が発足。(8面)
- 1952年12月 - 郡面里統廃合により、旧淮陽郡淮陽面・上北面・下北面・新安面および蘭谷面・安豊面の各一部、金化郡昌道面の一部地域をもって、新淮陽郡を設置。以下の邑・里が成立。(1邑28里)
  - 淮陽邑・広田里・箭項里・下橋里・素豊里・江敦里・交州里・田谷里・龍浦里・五郎里・新明里・道納里・機正里・金鉄里・金谷里・仙台里・新渓里・麻田里・新安里・新洞里・楸田里・九龍里・鳴牛里・梧鳳里・貴洛里・楡邑里・浦泉里・蜂浦里・松浦里
- 1954年 - 龍浦里の一部が素豊里に編入。(1邑28里)
- 1958年 - 楡邑里・貴洛里・梧鳳里が洗浦郡に編入。(1邑25里)
- 1967年 - 蜂浦里の一部が江敦里に編入。(1邑25里)
- 1987年 (1邑18里)
  - 交州里・新洞里・新安里・九龍里・松浦里・楸田里・鳴牛里（金剛郡化川里の一部と合併）が昌道郡に移管。
- 2001年1月27日 - 洗浦郡から新坪里・県里・楡邑里・貴洛里・梧鳳里を移管。(1邑23里)